# Ouro Preto
Ouro Preto (în trecut Vila Rica) este un oraș în Minas Gerais (MG), Brazilia.